# Riu Luo (Henan)
El riu Luo (xinès: 洛河; pinyin: Luò Hé) és un afluent del riu Groc a la Xina. Neix al vessant sud-est del mont Hua, a la província de Shaanxi, i flueix cap a l'est fins a la província de Henan, on finalment s'uneix al riu Groc a la ciutat de Gongyi. La seva longitud total és de 420 quilòmetres (260 milles).
Tot i que no és un riu important segons la majoria d'estàndards, travessa una zona de gran rellevància arqueològica en la història primerenca de la Xina. Les principals ciutats o prefectures situades al llarg del riu inclouen Lushi, Luoning, Yiyang, Luoyang, Yanshi i Gongyi. El principal afluent del riu Luo és el riu Yi, que s'hi uneix a Yanshi, després del qual el riu és conegut com a riu Yiluo.